# A mi madre le gustan las mujeres
A mi madre le gustan las mujeres és una pel·lícula espanyola dirigida per Inés París i Daniela Fejerman, estrenada en 2001. Es tracta d'una comèdia amb elements dramàtics i de romanç de temàtica LGBT, i suposa el debut en la direcció de París i Fejerman, qui fins llavors havien desenvolupat una sòlida carrera de guionistes.

## Sinopsi

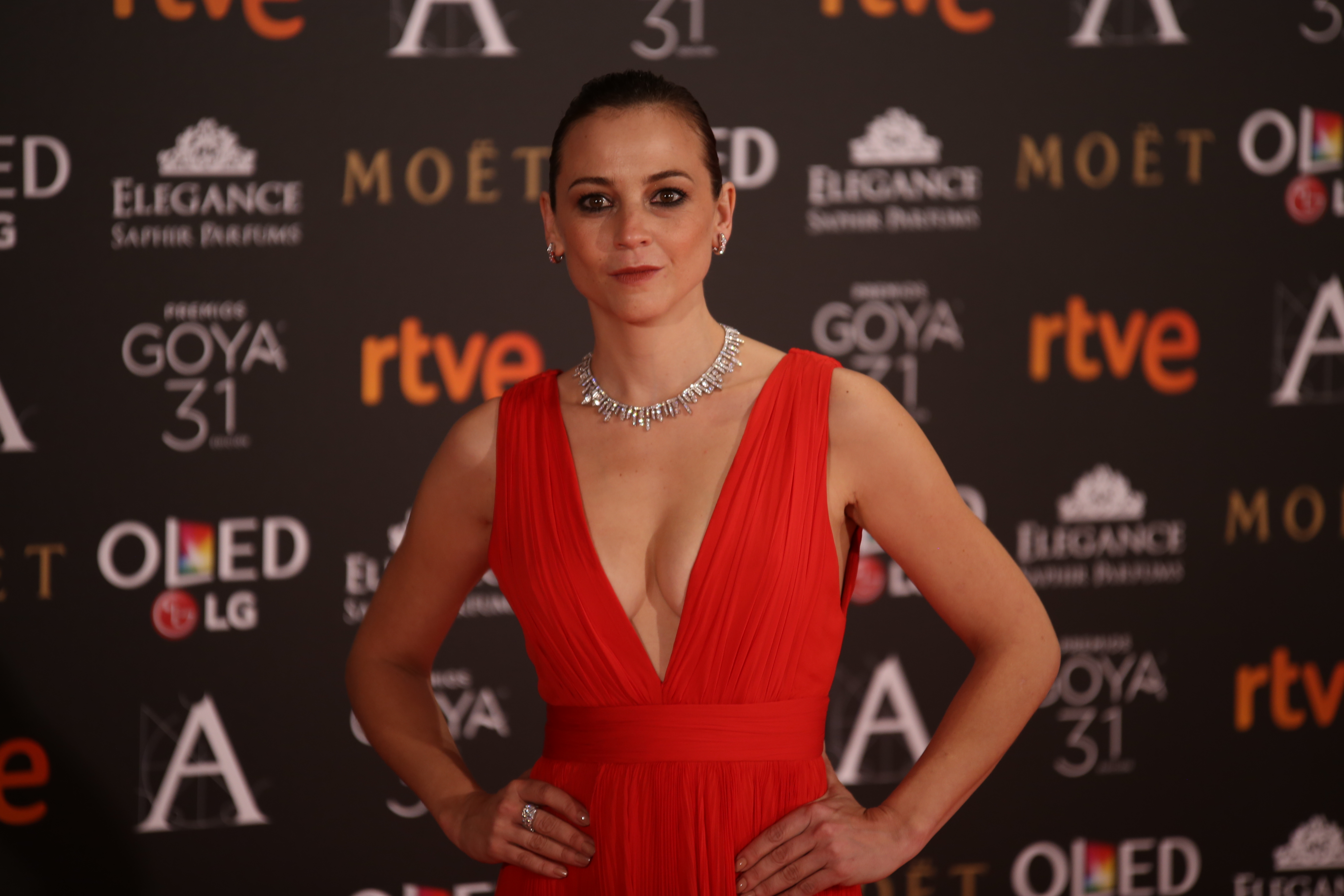
Leonor Watling va obtenir el Fotogramas de Plata 2002 pel seu paper a la pel·lícula.

Elvira (Leonor Watling) és una noia veinteañera, maca però bastanta insegura i dubitativa, que es reuneix a casa de la seva mare Sofía (Rosa Maria Sardà) amb les seves germanes Jimena (María Pujalte) i Sol (Silvia Abascal). Sofia és una cèlebre pianista, separada del pare de les seves filles des de fa anys, qui ha decidit reunir les seves filles per a comunicar-los una important notícia personal.

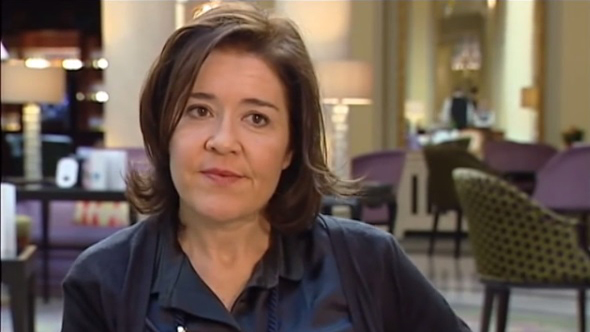
María Pujalte encarna el paper de Jimena

Una vegada reunides, i davant la intriga de les dones, Sofía comunica a les seves filles que després de diversos anys després del divorci del seu pare novament està enamorada. Té una nova relació i pensa casar-se una altra vegada.

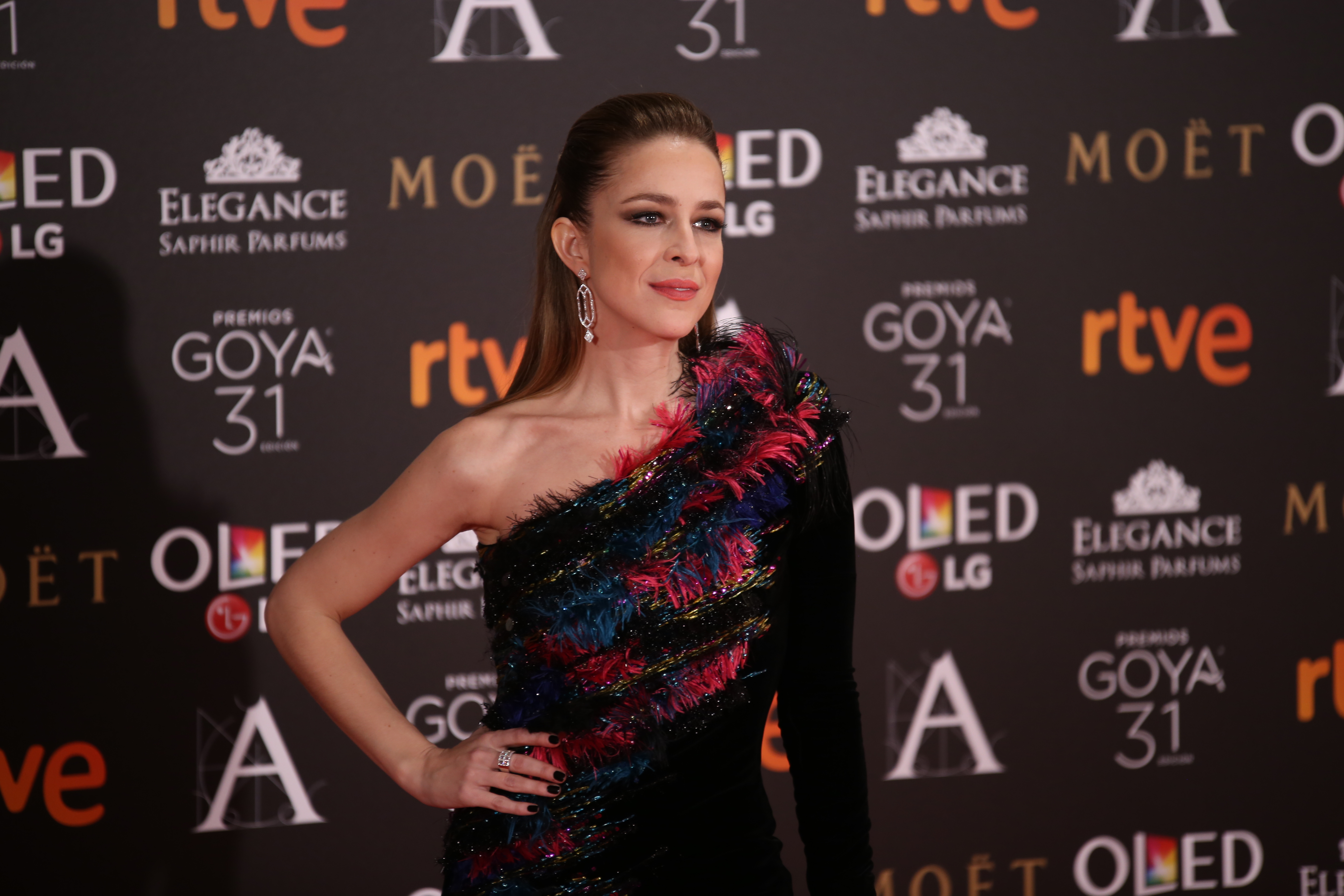
Silvia Abascal encarna a Sol la filla i germana menor de la família.

L'alegria inicial de les dones es tornarà en sorpresa quan descobreixen que la nova parella de la seva mare és Eliska (Eliska Sirova); una jove pianista d'origen txec. Les tres germanes intenten reaccionar com les dones modernes que són, encara que alguna demostrarà no ser tan oberta de ment com caldria suposar-se. A Elvira la notícia la sumeix en una tremenda crisi d'identitat sexual. Encara que les germanes conspiraran per a intentar separar a la seva mare de la seva nova núvia l'aventura acabarà de la forma que menys podien imaginar.

## Repartiment
- Leonor Watling - Elvira
- Rosa Maria Sardà - Sofía
- María Pujalte - Jimena
- Silvia Abascal - Sol
- Eliska Sirova - Eliska
- Chisco Amado - Miguel
- Álex Angulo - editor
- Aitor Mazo - psicólogo
- Xabier Elorriaga - Carlos

## Recepció
A mi madre le gustan las mujeres té en general una bona recepció en els portals dedicats al cinema i en la crítica cinematogràfica. En IMDB té una valoracion de 6,3 sobre 10 i a FilmAffinity España de 5,6 sobre 10. En general existeix ampli consens a destacar la interpretació de Leonor Watling, en el rol de la qual pivota gran part del pes de l'argument, que va ser reconeguda amb el Fotogramas de Plata 2002.
Ángel Fernández-Santos, al diari El País, la ressenya com una pel·lícula que "Té molta intel·ligència, és sagaç, completament viva". Mirito Torreiro a la revista Fotogramas indica "Molt té aquesta comèdia (...) de trama d'embolics, amb tots els trucs (...), però amb la gràcia afegida d'un traspàs de papers que fa que molts dels personatges, com en les grans comèdies de Billy Wilder, estiguin en el lloc equivocat i en el moment més inoportú".

## Premis
Festival de Cinema de Cartagena de Indias, 2003
- candidata al Premi "Catalina de Oro" amb Inés París.

Festival de cinema gai i lèsbic de Dublín, 2003
- guanyadora del Premi del Público al costat d'Inés París.

XII Premis Goya
- candidata al Premi al millor directora novella al costat d'Inés París; Leonor Watling candidata a millor actriu protagonista i Juan Bardem Aguado candidat al premi a millor banda sonora.[8]

Fotogramas de Plata 2003
- Leonor Watling candidata al Premi a la millor actriu.

Festival de Cinema Llatí de Miami, 2002
- guanyadora del Premi del Público i candidata al Premi Egret d'Or a la Millor Pel·lícula, tots dos al costat d'Inés París.

Setmana de Múrcia de Cinema Espanyol, 2002
- guanyadora del Premi al Millor Guió al costat d'Inés París.
- guanyadora del Premi del Público a la millor òpera preval, al costat d'Inés París.

Festival de Cinema Internacional Gai i Lèsbic de Torí, 2002
- guanyadora del Premi a la Millor Pel·lícula al costat d'Inés París.

Premis Turia, 2002
- guanyadora del Premi al Millor Director al costat d'Inés París.

Festival de cinema internacional gai i lèsbic de Verzaubert, 2002
- guanyadora del Premi Rosebud a la Millor Pel·lícula al costat d'Inés París.